# エミールと探偵たち (1964年の映画)
『エミールと探偵たち』（Emil and the Detectives）は1964年のアメリカ合衆国の映画。ウォルト・ディズニー・プロダクション製作。エーリッヒ・ケストナーによるドイツの小説『エーミールと探偵たち』を映画化した作品。

## キャスト
| 役名           | 俳優                   | 日本語吹替 |
| -------------- | ---------------------- | ---------- |
| エミール       | ブライアン・ラッセル   |            |
| グスタフ       | ロジャー・モービリー   | 浪川大輔   |
| ポニー         | シンディ・カッセル     | 藤枝成子   |
| 男爵           | ウォルター・スレザック | 今西正男   |
| グルントアイス | ハインツ・シューベルト | 沢りつお   |
| ミュラー       | ピーター・エーリッヒ   |            |
| 巡査部長       | フランツ・ニクリッシュ | 仁内建之   |
| ナレーション   | N/A                    | 西村知道   |